# قرض گرفته شده (رمان)
قرض گرفته شده (به انگلیسی: Something Borrowed) رمانی نوشته امیلی گیفین است که در سال ۲۰۰۵ منتشر شد. این رمان به اخلاقیات پیرامون دوستان و روابط آنها می پردازد. این کتاب در باره انگی  علیه زنان مجرد در سی سالگی و فشاری که جامعه برای ازدواج بر آنها وارد می کند، می پردازد این مسئله را به چالش می‌کشد. بر اساس یک بررسی کتاب، "این وضعیتی واقع بینانه است که زنان در جامعه امروزی با آن روبرو هستند."  این کتاب در ایران با عنوان از ترس تنهایی منتشر شده‌است.
قرض گرفته شده  به یکی کتاب‌های از پرفروش‌ترین‌های بین‌المللی تبدیل شد و در فهرست پرفروش‌ترین‌های نیویورک تایمز قرار گرفت. این کتاب توسط شرکت تولید مشترک هیلاری سوانک تبدیل به فیلم شد.